# Richard Friese

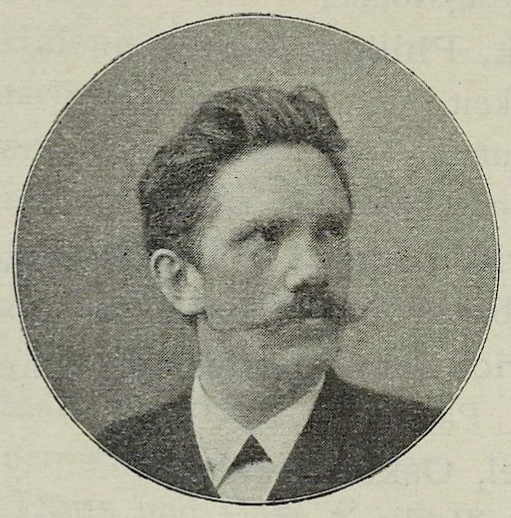
Richard Friese (1897)

Richard Bernhard Louis Friese (* 15. Dezember 1854 in Gumbinnen; † 29. Juni 1918 in Bad Zwischenahn) war ein deutscher Tiermaler und Präparator.

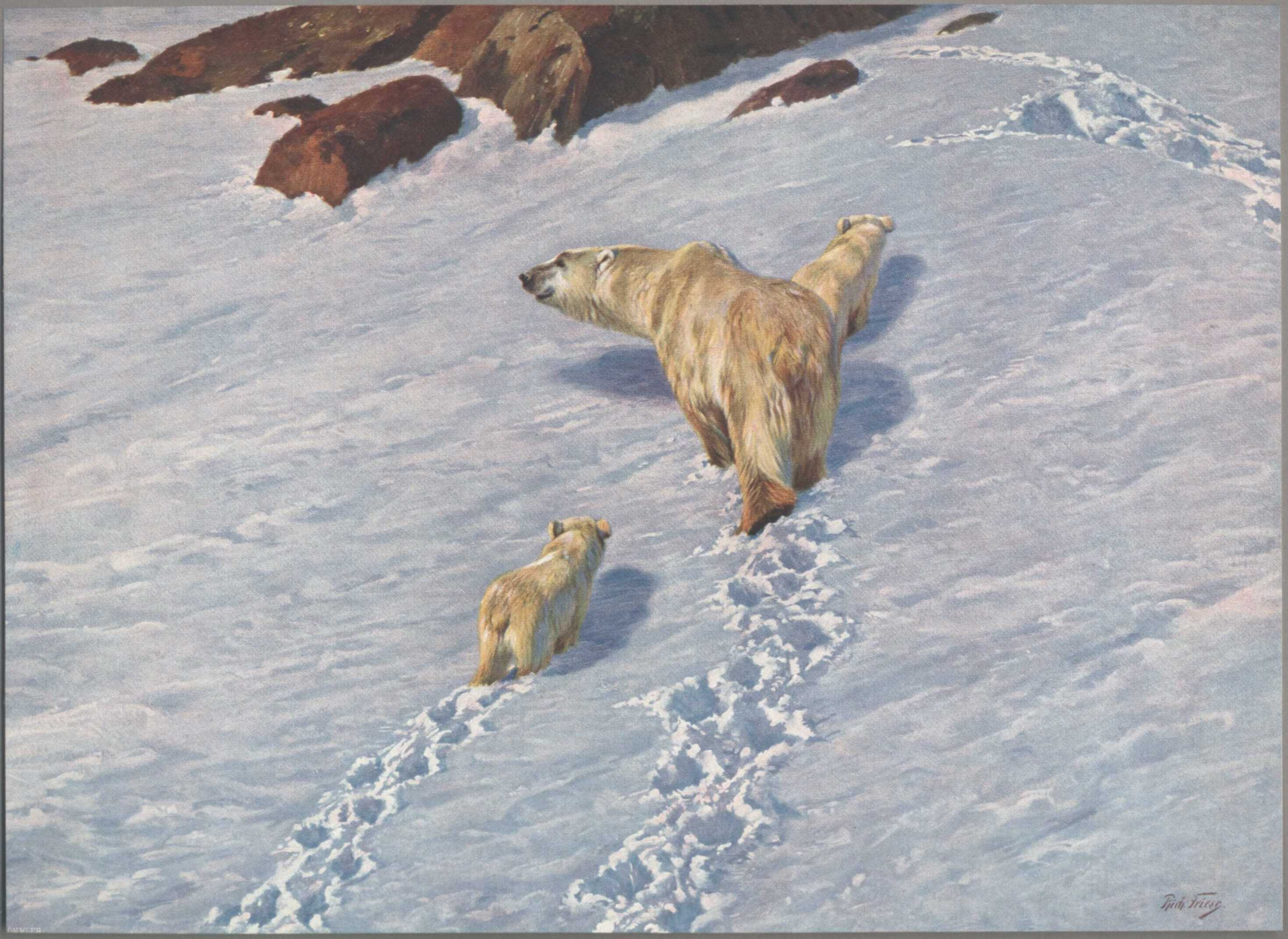
Eisbärenfamilie

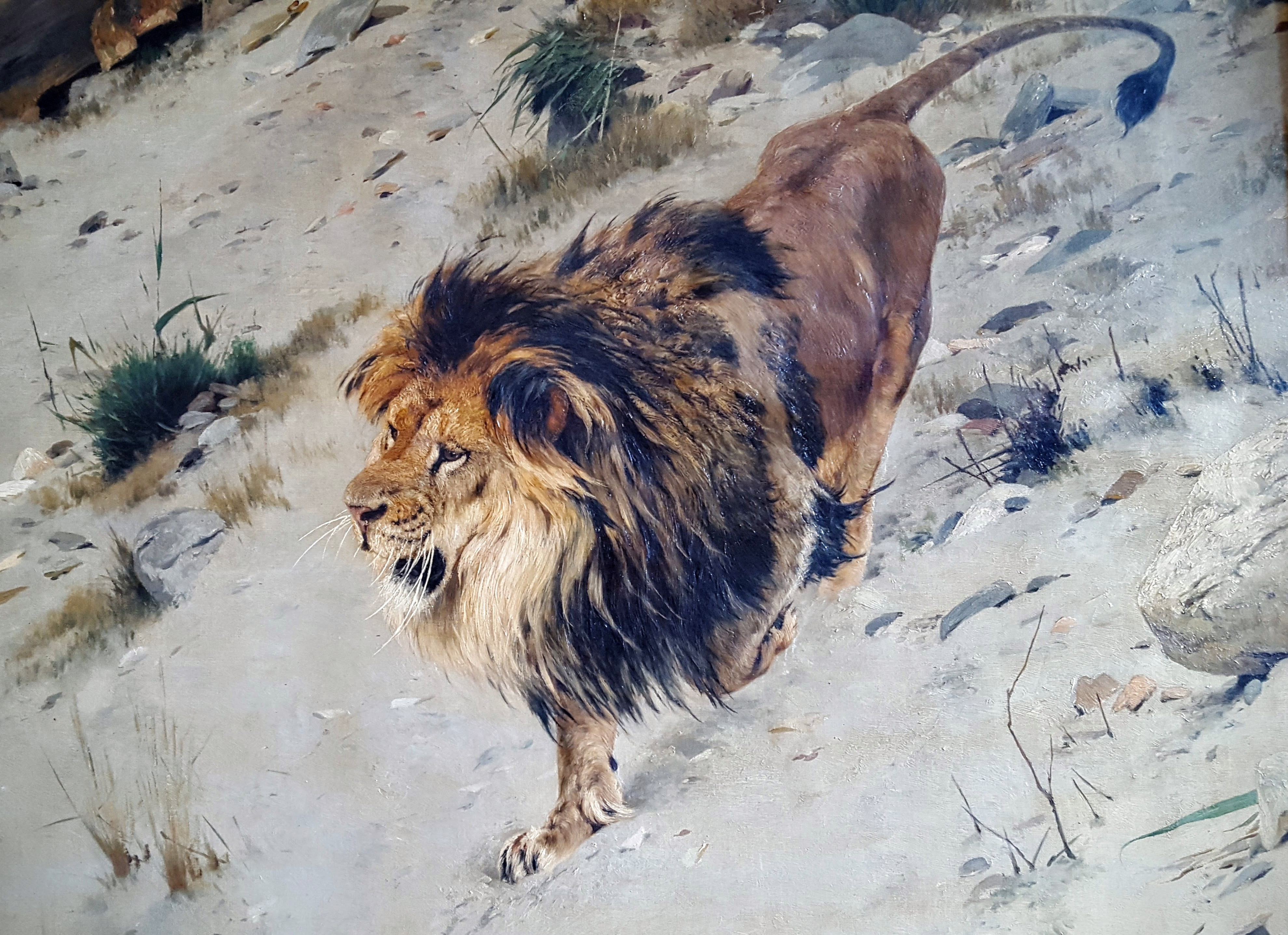
Löwe – Der alte Herr vom Berge

## Leben
Friese wurde als Sohn eines Regierungsbeamten geboren. Nach seinem Schulbesuch, 14-jährig, arbeitete er zunächst als Schreiber beim Landratsamt und später beim Magistrat seiner Geburtsstadt. Er wandte sich der Malerei zu und verließ gegen den Willen seiner Eltern im Alter von 16 Jahren das Elternhaus. In Berlin nahm er bei der Lithografen-Anstalt Winckelmann & Söhne eine Ausbildung als Lithograf auf. Gleichzeitig besuchte er dort die Unterrichtsanstalt des Kunstgewerbemuseums. Diese Lehrzeit verbrachte er zusammen mit dem späterhin sehr bekannten humoristischen Berliner Zeichner Heinrich Zille.
Während seiner Ausbildungszeit in Berlin lebte er bei seinem älteren Bruder und dessen Ehefrau, die den angehenden Künstler mit Rat und Tat unterstützten. So konnte er mit deren Hilfe 1877 auch ein Studium an der Berliner Kunstakademie aufnehmen. Bereits drei Jahre später war er in der Lage, in Berlin ein eigenes Atelier zu eröffnen. Intensiver Privatunterricht bei Meistern der Malkunst wie Paul Meyerheim und Karl Steffeck, späterhin Nachfolger von Ludwig Rosenfelder als Direktor der Königsberger Kunstakademie, rundete Frieses Ausbildung als Kunstmaler ab.
1892 wurde Friese in die Preußische Akademie der Künste berufen und 1896 zum Professor ernannt. 1897 erhielt er auf der Großen Berliner Kunstausstellung eine große Goldmedaille. Er unternahm Reisen nach Syrien und Palästina, nach Norwegen, Spitzbergen und nach Kanada.
Als letztes Ölgemälde schuf er 1914 ein Elchbild. Nach Ausbruch des Ersten Weltkrieges verfiel er zusehends in Schwermut, seine Altersschwäche schritt besorgniserregend schnell voran. Anzeichen geistiger Umnachtung zeigten sich. Unfähig zu künstlerischen Schaffen suchte Friese Genesung im Kurort Bad Zwischenahn, wo er am 29. Juni 1918 starb.

## Werke (Auswahl)
- A lion drinking from a watering hole, Öl auf Leinwand (o. J.)
- Eisbären mit zwei Jungen in Schneelandschaft, Öl auf Leinwand (o. J.)
- Löwenpaar in der Savanne, Öl auf Leinwand, 1883
- Löwe – Der alte Herr vom Berge, Öl auf Leinwand (o. J.)